# Bidjar
Bidjar (ou Bijar ; en persan : بيجار / Bidjâr ; en kurde : Bîcar) est une ville de la province du Kordestan en Iran. Elle avait une population estimée à 55 019 habitants en 2006. Elle fait partie du comté de Bidjar.
Les tapis noués à la main de la région de Bijar sont connus pour leur qualité,.
Les ruines d'un château connu sous le nom du château de Changiz se trouvent à une vingtaine de kilomètres de la ville, sur la route qui la relie à Sanandaj.